# Gennadiy Litovchenko
Gennadiy Vladimirovich Litovchenko ou Hennadiy Volodymyrovych Lytovchenko - respectivamente, em russo, Геннадий Владимирович Литовченко e, em ucraniano, Геннадій Володимирович Литовченко (Dniprodzerzhyns'k, 11 de setembro de 1963) - é um ex-futebolista ucraniano.

## Carreira
Começou a carreira no Dnipro Dnipropetrovs'k, em 1981. Participou da primeira das duas conquistas do clube no campeonato soviético, em 1983, quando o Dnipro tornou-se o terceiro clube ucraniano a faturar o título. Em 1988, ele e seu colega Oleh Protasov foram contratados pela potência Dínamo Kiev, mas ironicamente foi o Dnipro quem conquistou, novamente, o campeonato nesse ano. No Dínamo, Lytovchenko conquistou o campeonato de 1990, o que faz do clube o mais vitorioso da Liga Soviética, ultrapassando o Spartak Moscou.
Lytovchenko estreou pela União Soviética em 1984, ano em que foi eleito o melhor jogador da RSS da Ucrânia e do país. Pela Seleção Soviética, foi às Copas do Mundo de 1986 e 1990 e foi vice-campeão na Eurocopa 1988.
Com o fim da URSS, foi um dos veteranos a defender a recém-criada Seleção Ucraniana, embora inicialmente não conseguisse representa-la: sob falta de recursos financeiros da Associação Ucraniana de Futebol, as primeiras convocações se limitaram a atletas que permaneciam no campeonato ucraniano. Gradualmente, Lytochenko e outros ucranianos de sucesso no exterior puderam começar a ser aproveitados pela Ucrânia, embora outros nativos optassem em defender a seleção russa.
Atualmente, é técnico da equipe B do Dínamo.